# Santuario de Lourdes
El Santuario de Nuestra Señora de Lourdes es un conjunto de edificios y lugares dedicados a la veneración de la Virgen María, en Lourdes, Francia. El complejo incluye las basílicas de la Inmaculada Concepción, la de Nuestra Señora del Rosario y la de san Pío X, así como la gruta de las apariciones, donde la Virgen se presentó ante Bernadette Soubirous, según la creencia católica.

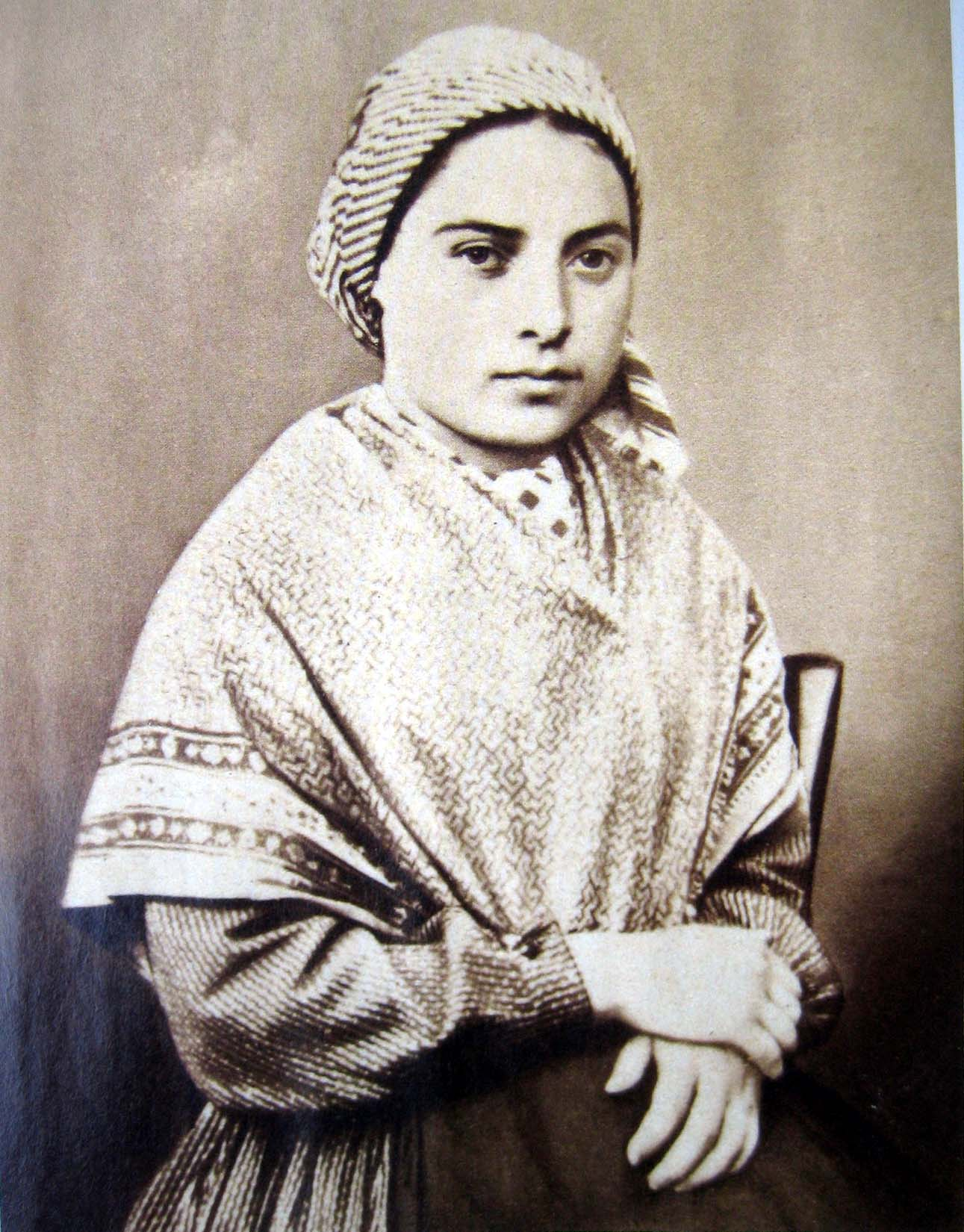
Bernadette Soubirous a la época de las apariciones de Lourdes.

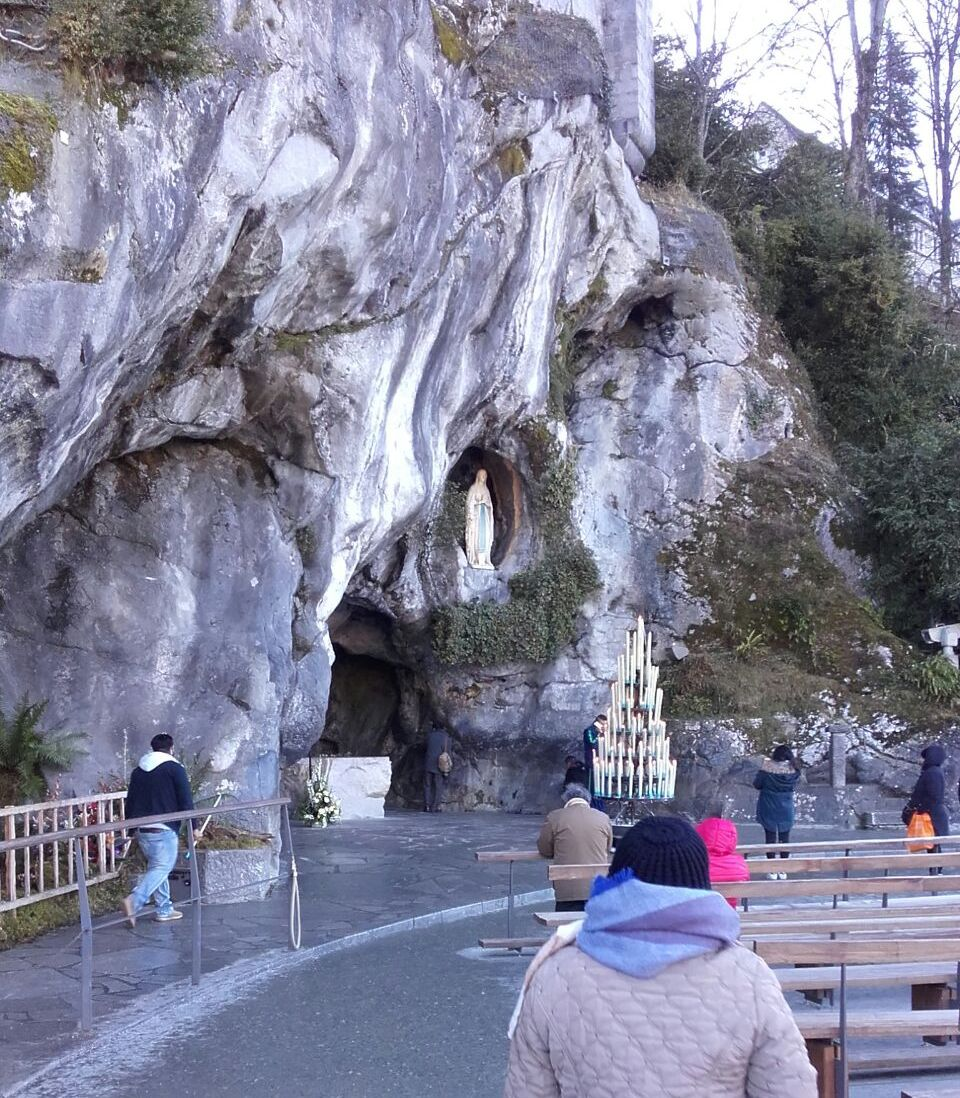
Vista de la gruta de la Virgen de Lourdes y su entorno inmediato.

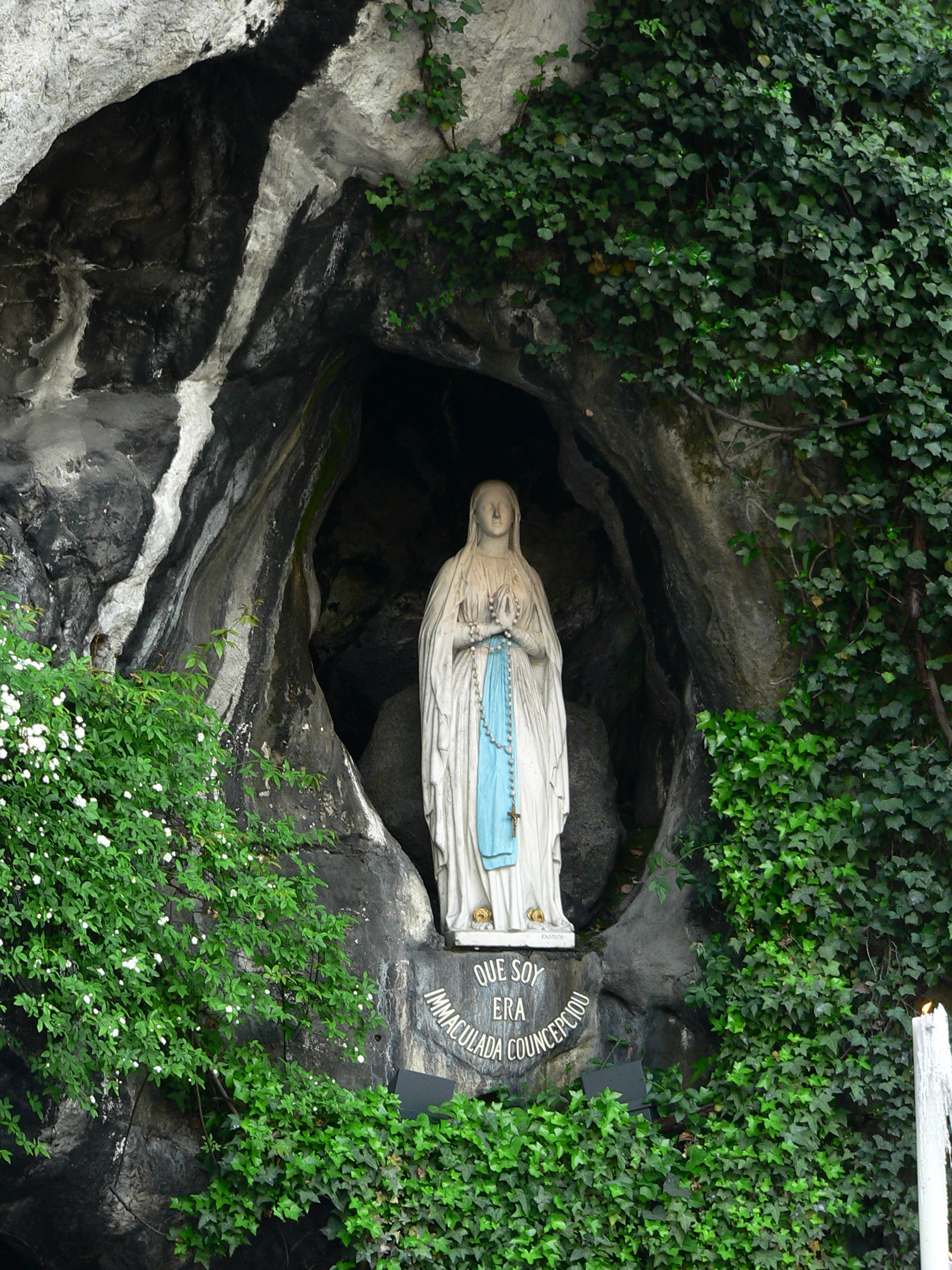
Pormenor de la gruta de la Virgen de Lourdes en el que se aprecia el nicho natural con la estatua de la Virgen María.

El Santuario de Nuestra Señora de Lourdes, junto con los santuarios de Torreciudad, Montserrat, Meritxell y El Pilar conforman la Ruta mariana, itinerario guiado por la espiritualidad y devoción mariana, poseedor de una gran riqueza patrimonial, gastronómica y natural.

## Historia
En el año 1858, la localidad de Lourdes era una muy pequeña aldea con casas humildes, as como sus habitantes, que en un ochenta por ciento eran analfabetos. 
Esta comarca, apenas conocida en Francia en ese momento, se encuentra en el inicio del sistema montañoso de los Pirineos y tiene hacia el oeste un promontorio rocoso conocido con el nombre de Massabielle (Rocas Viejas). Al pie de éste corre el río Gave que se forma con las aguas que descienden de las montañas. A un lado de los muros de rocas seminegruzcas, la naturaleza abrió una pronunciada gruta de 3 metros y medio de ancho por 3 metros y medio de alto. Esta gruta era un lugar solitario con un suelo árido y seco en el cual crecían rosales silvestres, que eran las flores de la zona.
El santuario de Nuestra Señora de Lourdes, en Francia, tiene su origen en el siglo XIX. Entre el 11 de febrero y el 16 de julio de 1858, una campesina de 14 años, llamada Bernadette Soubirous, tuvo una visión de la Virgen María mientras se disponía a cruzar el arroyo del Gave de Pau con su hermana y una amiga para buscar leña por el frío de la época. La visión era de María de pie junto a un rosal a la entrada de la Gruta de Massabielle, en la orilla izquierda del arroyo. Bernadette vio esta visión 18 veces. Le dijo a su hermana que no se lo contara a sus padres, pero su hermana era mala para guardar secretos y se lo contó de todos modos. Sus padres se enfadaron y les prohibieron volver a ir a la gruta. Bernadette hizo caso omiso de sus órdenes. La Señora le dijo que allí aparecería un manantial y que la gente debía acudir en procesión. 
En un terreno bordeado por un bucle del río Gave de Pau se encuentra un afloramiento de roca llamado Massabielle (de masse vieille: "masa vieja"). En la cara septentrional de esta roca, cerca de la orilla del río, se encuentra una cueva o gruta de forma irregular y natural, en la que tuvieron lugar las apariciones.
En la época de las apariciones, la gruta se encontraba en las afueras de la ciudad, en un terreno común que era utilizado por los aldeanos para el pastoreo de animales, la recogida de leña y como basurero, y tenía fama de ser un lugar desagradable.
La figura aparecía siempre en un lugar, un nicho sobre la cavidad principal de la gruta, en el que crecía un rosal silvestre. Entre las instrucciones de 'la Virgen' estaban: "Ve a beber del manantial", "Ve a decir a los sacerdotes que construyan una capilla aquí" y "Haz que el pueblo venga aquí en procesión". Estas tres instrucciones, en particular, resultaron fundamentales para el desarrollo del dominio y sus ceremonias.
El interés del público por las apariciones creció, y los visitantes curiosos empezaron a ser reemplazados por peregrinos de lugares cada vez más lejanos, atraídos por las convincentes historias de apariciones y milagros.
En 1861, tres años después de las apariciones, un sacerdote católico local, el abate Dominique Peyramale, junto con su obispo, monseñor Bertrand-Sévère Mascarou Laurence, compró la gruta y los terrenos que la rodeaban al municipio. Inmediatamente, se dedicaron a modificar la zona para hacerla más accesible a los visitantes, y empezaron a construir la primera de las iglesias, que ahora se conoce como la cripta.
En 1864, el escultor lionés Joseph-Hugues Fabisch recibió el encargo de crear una estatua de Nuestra Señora de Lourdes basada en las descripciones de Bernadette. Aunque se ha convertido en un símbolo icónico de Nuestra Señora de Lourdes, representa una figura no sólo más antigua y más alta que la descripción de Bernadette, sino también más acorde con las representaciones ortodoxas y tradicionales de la Virgen María. La estatua descansa en el nicho donde la Virgen se apareció a Bernadette. El rosal silvestre original fue destruido poco después de las apariciones por los peregrinos que buscaban reliquias, pero se ha plantado uno nuevo en las cercanías.
Debido a la agitación política francesa que dio lugar a una separación forzada de la Iglesia y el Estado, la propiedad y los terrenos del Dominio fueron confiscados a la Iglesia y devueltos a la propiedad de la ciudad en 1910. El entonces obispo, Mons. François-Xavier Schoepfer, impugnó esta confiscación y se le permitió alquilar el dominio a la ciudad hasta el estallido de la Primera Guerra Mundial en 1914.
Más tarde, una visita a Lourdes del Mariscal Pétain en 1941 supuso el reconocimiento oficial del dominio. Los funcionarios de la Iglesia solicitaron con éxito a Pétain que permitiera a la Iglesia reclamar la propiedad del Dominio.
Hoy, junto a esa gruta de las Revelaciones se alza un santuario y un lugar de peregrinación. La Gruta y la Basílica de la Inmaculada Concepción de Lourdes (construida por Monseñor Laurence, obispo que acogió las revelaciones privadas a santa Bernadette Soubirous), constituyen el santuario original. El conjunto de templos y edificios que tienen como centro la Gruta mencionada recibieron posteriormente el nombre de Santuario de Nuestra Señora de Lourdes.

## La organización del Santuario
El área que la compone tiene 52 hectáreas con 22 lugares de culto, que visitan 6 millones de personas al año aproximadamente. El responsable hoy es el obispo de Tarbes-Lourdes, que nombra como representante permanente a un rector.
El rector se hace cargo de aproximadamente siete mil personas de la Hospitalidad Nuestra Señora de Lourdes y más de 100.000 de las hospitalidades de las distintas peregrinaciones y regiones del mundo. También transitan 30 sacerdotes para recibir y acompañar a peregrinos y celebrar y administrar los sacramentos. Pertenecen a cuatro congregaciones religiosas y diferentes diócesis. Además, existen cinco comunidades femeninas que están también al servicio del santuario. Posee 297 empleados fijos y 95 temporales para el mes de febrero (cuando se celebra la fiesta de la Virgen de Lourdes) y más 63 de servicios varios.

## Basílicas del sitio

### Basílica superior
La Basílica de la Inmaculada Concepción, conocida ampliamente como la "Basílica Superior", fue consagrada en 1876. Está dedicada a la Inmaculada Concepción, una advocación mariana que la dama en la visión de Bernadette Soubirous utilizó para identificarse. 
La Basílica es un impresionante y elaborado edificio de estilo gótico, diseñado por el arquitecto Hippolyte Durand, y por un lado parece emerger directamente de la roca de Massabielle (el santuario está directamente encima de la Gruta). Las paredes están revestidas de placas "ex voto" y de estandartes de las peregrinaciones nacionales oficiales del pasado. Cuenta con una serie de vidrieras que representan diversos acontecimientos de la historia de Lourdes; los claristorios representan a María como la Segunda Eva.

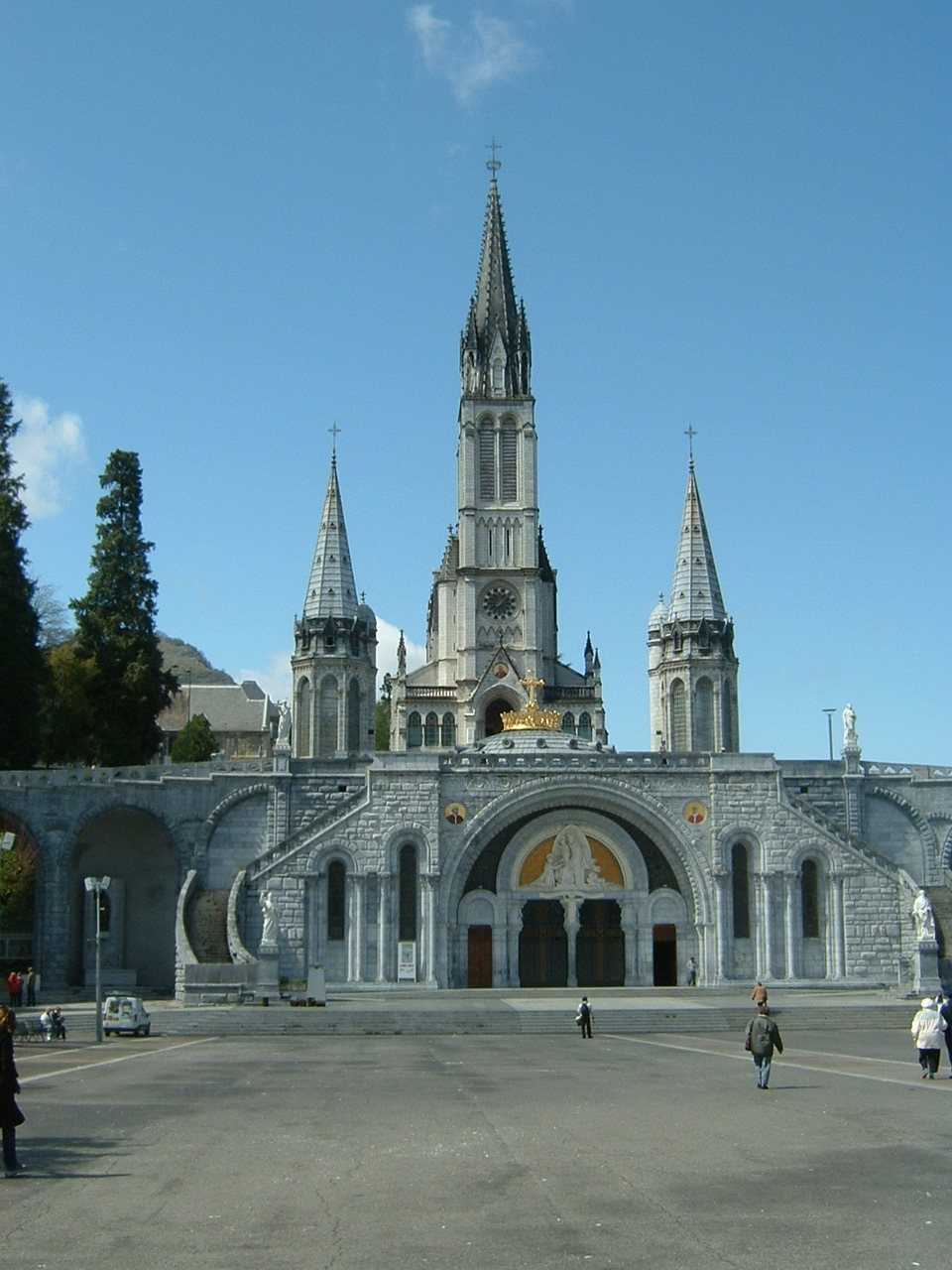
Las basílicas superior e inferior en el santuario de Lourdes.

El exterior está dominado por una aguja de 70 m, y dos agujas menores (que no fueron terminadas hasta 1908). Sobre la entrada hay un mosaico que representa al papa Pío IX, quien definió el dogma de la Inmaculada Concepción en 1854.
La Basílica tiene una cripta que fue la primera de las iglesias que se terminaron en el santuario. La construcción fue iniciada por el abate Peyramale y Mons. Laurence. El padre de Bernadette trabajó en su construcción y estuvo presente en su inauguración oficial, el Domingo de Pentecostés de 1866. La nave es pequeña y destaca por los enormes pilares que soportan el peso de la Basílica Superior, construida sobre ella. 
A la Cripta se accede por un pasillo, cuya entrada está presidida por una gran estatua de bronce de San Pedro, que sostiene las Llaves del Reino de los Cielos. Enfrente se encuentra una estatua del Pío X. Las paredes del pasillo y de la nave están revestidas de pequeñas placas de mármol, conocidas como placas ex voto, donadas en agradecimiento a los favores espirituales recibidos.

### Basílica inferior
La Basílica del Rosario es la tercera de las iglesias en ser completada, en 1899, y diseñada por el arquitecto Leopold Hardy. Fue consagrada en 1901 y tiene capacidad para 1.500 fieles. Su estilo está influenciado por la arquitectura bizantina. La nave es abierta y circular, coronada por una cúpula. El exterior de la cúpula está rematado por una espectacular corona y una cruz doradas, que fueron un regalo del pueblo de Irlanda en 1924.
La fachada exterior de la basílica fue modificada en 2007 para incluir una representación de los misterios luminosos, que no forman parte de los quince tradicionales, sino de una versión ampliada de los mismos por el papa Juan Pablo II en 2002.

### Basílica subterránea
La Basílica de San Pío X, conocida como la Basílica Subterránea, es la mayor y más controvertida de las iglesias del Dominio. Fue diseñada por el arquitecto Pierre Vago y terminada en 1958 en previsión de la enorme afluencia de público que se esperaba en Lourdes con motivo del centenario de las apariciones. Se trata de un moderno edificio de hormigón, casi enteramente subterráneo (una parte del edificio se encuentra bajo el bulevar Père Rémi Sempé). Cuando está llena, puede acoger a 25.000 fieles.

## Edificios adicionales

### Iglesia de Santa Bernadette
El más reciente de los grandes centros de culto es la Iglesia de Santa Bernadette, consagrada en 1988. Se construyó frente a la Gruta, al otro lado del río, en el lugar en el que Bernadette estuvo durante la última (18.ª) Aparición.
La iglesia de Santa Bernadette es un edificio moderno con relativamente pocos adornos. Se ha diseñado para que entre la mayor cantidad posible de luz natural en la nave, y se han utilizado materiales de colores claros, lo que la hace notablemente más luminosa que la Basílica Subterránea. Fue diseñada por el arquitecto Jean-Paul Felix.
También es un edificio más versátil. La nave tiene capacidad para 5.000 fieles sentados y 350 sillas de ruedas, pero se pueden colocar tabiques que dividen la nave en secciones más pequeñas. Además, incluye el "Hemiciclo", una gran sala de conferencias que puede utilizarse para el culto, y una serie de salas de conferencias y salas más pequeñas que pueden utilizarse para actividades devocionales o no devocionales.

### Capilla de la Reconciliación
La "Capilla de la Reconciliación" ocupaba antiguamente un lugar algo más alejado, a la entrada del vía crucis superior. Hace varios años se trasladó a un lugar más destacado, en el edificio anteriormente conocido como "Accueil Notre Dame", cerca de la Estatua Coronada y frente a la Explanada.
La Capilla de la Reconciliación tiene la particularidad de que en ella no se celebra ninguna Misa ni ningún otro servicio, sino que está dedicada por completo al Sacramento de la Reconciliación. Los sacerdotes de los distintos países observan un turno de guardia, lo que significa que, a casi cualquier hora del día, los peregrinos de Europa (y ocasionalmente de más lejos) pueden encontrar un sacerdote que les escuche en su propia lengua.

### Capilla de San José
La "Capilla de San José", llamada así en honor al esposo de la Virgen María, San José, está situada en el extremo de la Explanada, cerca de la Puerta de San Miguel. Es una iglesia moderna, de hormigón, en su mayor parte subterránea, con poca luz natural. También fue diseñada por Pierre Vago, y fue consagrada el 1 de mayo de 1968. Tiene capacidad para 450 fieles sentados y 80 sillas de ruedas.

### Plaza del Rosario
El espacio abierto frente a la Basílica del Rosario se conoce como "Plaza del Rosario".
Las entradas a la Basílica Superior y a su cripta, ambas construidas sobre Massabielle, están muy por encima del nivel del suelo. Para facilitar el acceso, se construyeron dos enormes rampas que se curvan a ambos lados de la Plaza del Rosario. La imagen de la entrada de la Basílica del Rosario, flanqueada por las dos rampas y coronada por las agujas de la Basílica Superior, se ha convertido en uno de los símbolos icónicos de Lourdes, y el propio dominio ha adoptado una forma estilizada de esta imagen como su logotipo.

### Estatua Coronada

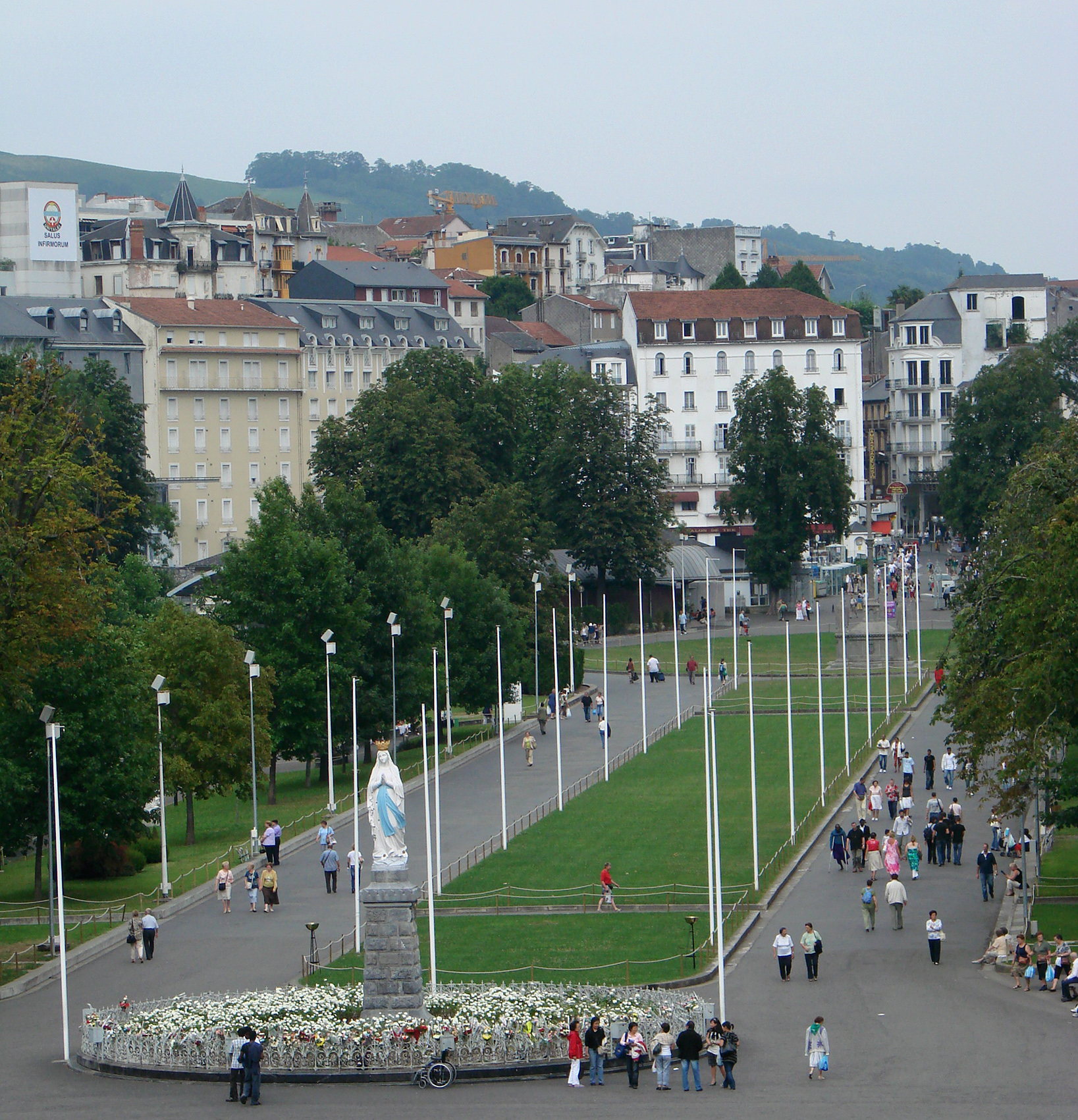
La Virgen Coronada y la explanada del Rosario.

La "Estatua de la Virgen Coronada" (en francés: La Vierge Couronnée), se encuentra al otro lado de la Plaza del Rosario, frente a la entrada de la Basílica del Rosario. Esta estatua prominente es un punto de referencia familiar y un punto de encuentro tradicional. La estatua tiene 2,5 m de altura y está fundida en bronce, pintada de blanco y azul en los colores tradicionales. Su rosario es de estilo Birgittine e incorpora seis décadas.
Detrás de la Estatua Coronada se encuentra la "Explanada", un gran paseo abierto que se utiliza para las procesiones.

### Vía crucis
El santuario tiene una grande vía crucis construida en la colina de los Espelugues, situada al sur de la gruta y de las basílicas. La colina de los Espelugues está separada de la parte central del santuario por la avenida Mgr Théas y la ruta de la Forêt. Las tierras de los Espelugues que se extienden sobre el cerro fueron adquiridas por los misioneros de Garaison, encargados de la administración del santuario. La primera estación se construyó en 1901 y el calvario se inauguró en 1912.
La vía crucis cuenta con un total de 115 estatuas distintas que son un poco más grandes que un humano. El calvario se extiende en un recorrido de unos 1.500 metros. Incluye las catorce estaciones tradicionales de la pasión de Cristo y una decimoquinta estación, la resurrección de Cristo, añadida en 1958. Para llegar a la primera estación, una escalera de piedra de 28 escalones recuerda a la Scala Sancta de Roma, con algunos peregrinos también subiéndola de rodillas.

## Espacio de la gruta

### Gruta de Masabielle

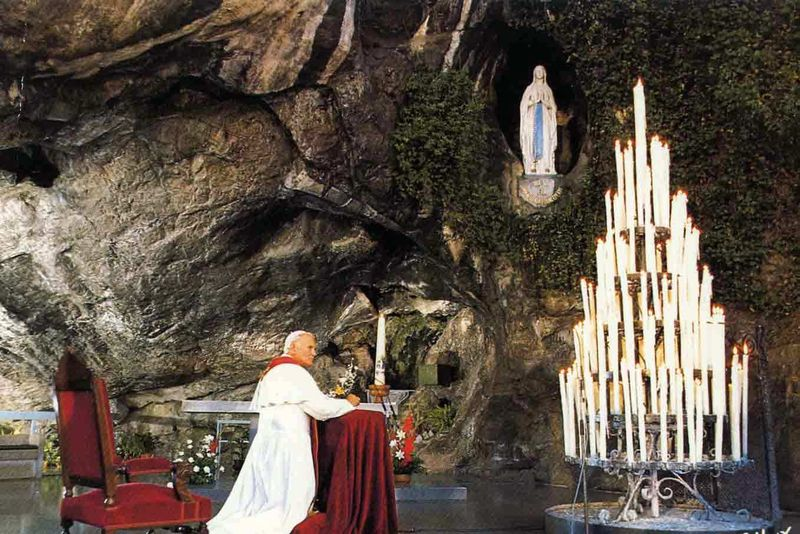
El Papa Juan Pablo II rezando en la gruta de Lourdes en 1983.

La "gruta de Massabielle", también conocida como la "gruta de Lourdes" o la "gruta de la apariciones", es una cavidad rocosa en la que tuvieron lugar las apariciones de Lourdes en 1858. Está situada al norte de la Basílica Superior. En un nicho encima de la cavidad principal hay una estatua de Nuestra Señora de Lourdes, en el mismo lugar donde Bernadette Soubirous dice que vio a una dama identificada como la Virgen María. Al fondo de la gruta un manantial descubierto por Bernadette Soubirous durante las apariciones, donde origine el agua de Lourdes. En el centro de la gruta se encuentra un altar para celebrar las numerosas misas que allí se celebran todos los días en varios idiomas, incluso durante la noche.
Varias filas de bancos ubicados frente a la gruta permiten a los peregrinos meditar y asistir a las celebraciones. Los bancos son dispuestos de tal manera que las personas enfermas y discapacitadas en sillas de ruedas puedan ubicarse fácilmente. El paso de los numerosos peregrinos que desean caminar por las paredes de la cueva para tocarlas y ver la fuente descubierta por Bernadette Soubirous está regulado por empleos. Los servicios del santuario han estimado que un promedio de 20.000 peregrinos pasan por la gruta cada día.

### Alrededores de la gruta
De 2014 a 2018 se modificó los alrededores de la gruta para facilitar el paso de los peregrinos por las distintas instalaciones cerca de la gruta. Se construyó una nueva explanada delante de la gruta, se trasladaron los antiguos grifos de agua fuera de la gruta, se crearon nuevas fuentes de agua para los peregrinos, se renovaron la entrada de los baños y se construyó un nuevo puente. En el banco opuesto se construyó las "capillas de luces" para que los peregrinos encendieran cirios.

### Reproducciones de la gruta
Se hicieron reproducciones de la gruta de Lourdes, más o menos literales y generalmente a la misma escala, en muchos lugares fuera de Lourdes, en las que son invariables la gruta y la imagen de la Virgen. Según la reproducción, pueden aparecer, también, el altar, los bancos, y en ocasiones, una estatua de Bernadette Soubirous.
Una de las más famosas es la Gruta de Aguirre, en Montalbán Estado Carabobo, en Venezuela.